# Nationalrat der Slowakischen Republik

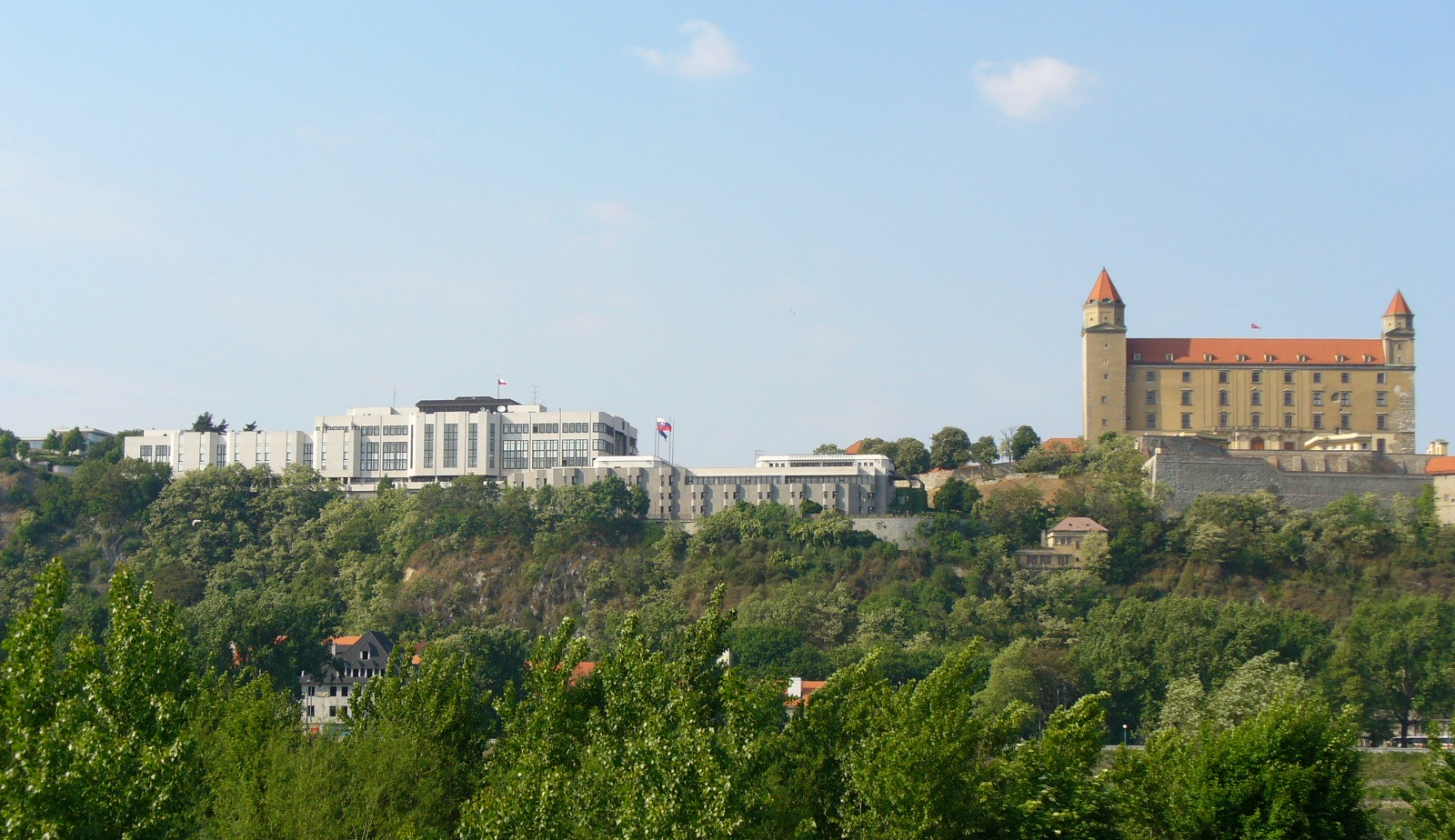
Das Hauptgebäude des Nationalrats, gleich neben der Burg Bratislava

Der Nationalrat der Slowakischen Republik (slowakisch Národná rada Slovenskej republiky, oft kurz Národná rada, Abkürzung NR SR) ist ein Einkammerparlament mit 150 Abgeordneten und einziger Träger der legislativen Gewalt in der Slowakei. Bis zum 30. September 1992 hieß das Parlament Slowakischer Nationalrat (Slovenská národná rada).
Aufgabe des Nationalrats ist in erster Reihe die Kontrolle der Regierung und die Verabschiedung von Gesetzen. Die Abgeordneten werden nach einem Verhältniswahlverfahren auf 4 Jahren gewählt. Das ganze Staatsgebiet bildet einen einzigen Wahlkreis. Es gibt eine Sperrklausel von 5 % für einzelne Parteien, für eine Koalition von zwei bis drei Parteien 7 % und für vier und mehr Parteien 10 %. Die Stimmen werden nach dem Hagenbach-Bischoff-Verfahren in Mandate umgerechnet. Das Mandat wird frei ausgeübt. In bestimmten Krisensituationen kann der Nationalrat vom Präsidenten aufgelöst werden.

## Sitzordnung und Zusammensetzung

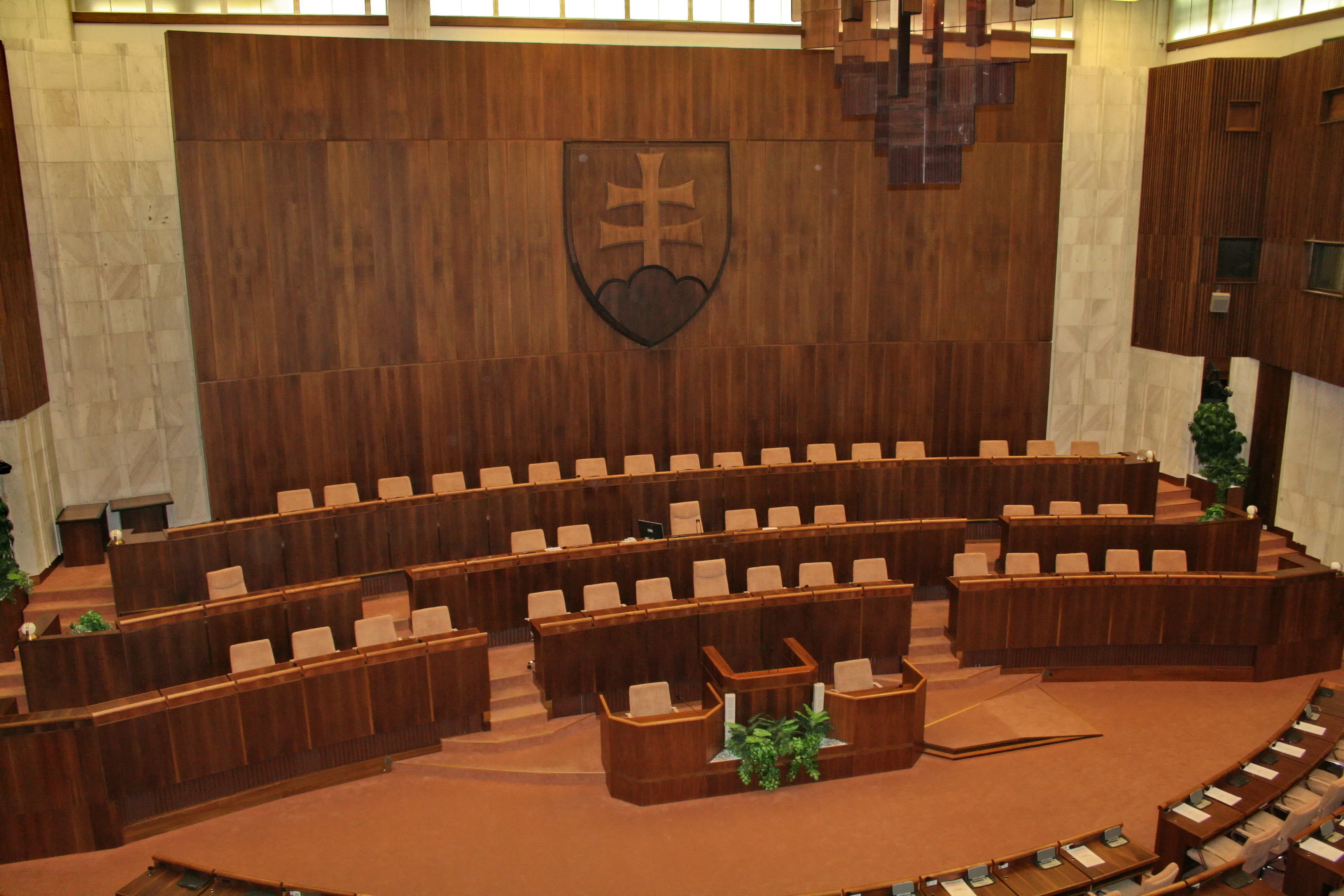
Der Sitzungssaal des Nationalrats

Die Sitzordnung im Nationalrat erfolgt in der Slowakei nicht nach der politischen Orientierung, sondern nach der bei der letzten Wahl erreichten Mandatsstärke.
Der Nationalrat bestand nach der Nationalratswahl 2023 aus folgenden Fraktionen:
| Partei | Partei | Partei                                                                                              | Ausrichtung                                                       | Vorsitz            | Sitze |
| ------ | ------ | --------------------------------------------------------------------------------------------------- | ----------------------------------------------------------------- | ------------------ | ----- |
|        |        | Smer – slovenská sociálna demokracia (Smer-SSD) Richtung – Slowakische Sozialdemokratie             | Sozialdemokratie, Linksnationalismus, Linkspopulismus             | Robert Fico        | 41    |
|        |        | Progresívne Slovensko (PS) Fortschrittliche Slowakei                                                | Linksliberalismus, Progressivismus, Pro-Europäismus               | Michal Šimečka     | 33    |
|        |        | Hlas – sociálna demokracia (Hlas-SD) Stimme – Sozialdemokratie                                      | Sozialdemokratie, Linkspopulismus                                 | Matúš Šutaj Eštok  | 26    |
|        |        | Hnutie Slovensko (HS) Slowakei-Bewegung - Kresťanská únia (KÚ) - Za ľudí (ZĽ) - Nová väčšina (NOVA) | Konservatismus, Antikorruption, Populismus                        | Igor Matovič       | 14    |
|        |        | Sloboda a Solidarita (SaS) Freiheit und Solidarität - Občianska konzervatívna strana (OKS)          | Liberalismus, Libertarismus, Nationalliberalismus                 | Branislav Gröhling | 12    |
|        |        | Kresťanskodemokratické hnutie (KDH) Christlich-demokratische Bewegung                               | Christdemokratie, Pro-Europäismus                                 | Milan Majerský     | 11    |
|        |        | Slovenská národná strana (SNS) Slowakische Nationalpartei                                           | Nationalkonservatismus, Rechtspopulismus, EU-Skepsis, Russophilie | Andrej Danko       | 8     |
| Gesamt | Gesamt | Gesamt                                                                                              | Gesamt                                                            | Gesamt             | 150   |